# 감일고등학교
감일고등학교(甘一高等學校)는 대한민국 경기도 하남시 감이동에 있는 공립 고등학교이다.

## 학교 연혁
- 2021년 3월 1일 : 감일고등학교 개교(30학급 인가)
- 2021년 3월 1일 : 제1대 김은자 교장 취임
- 2021년 3월 2일 : 제1회 입학식(4학급85명 입학)
- 2023년 3월 1일 : 제2대 김형오 교장 취임
- 2024년 3월 4일 : 제4회 입학식(10학급 284명)

## 참고 자료
- 감일고등학교 - 한국교육학술정보원 학교알리미